# Хрущ білий
Хрущ білий[джерело?] (Polyphylla alba) — великий жук з підродини хрущів, родини пластинчастовусих.

## Опис
Відносно великий жук завдовжки 25.5-33.2 мм. Тіло велике, видовжено-овальне, досить опукле. Весь верх тіла майже рівномірно покритий дуже густими білими лусочками не утворюючи смуг та плям. У самців вони  густіші, тому повністю приховують основний фон. 
Груди в густих довгих жовтувато-білих волосинках. Черевце у дуже густих білих лусочках. Ноги у самця стрункі, у самки більш короткі та товсті, також вкриті лусочками та волосками. Передні гомілки зовні у самця та самки з 3 гострими зубцями, причому середній зубець сильно наближений до вершинного. Вперше його описав Петер-Симон Паллас у 1773 році.

## Ареал
Середньоазійський вид, що проникає в степову зону Європейсько-Обської підобласті в межах Європейської частини на захід до о. Джарилгач на Чорному морі. У Криму широко поширений (Євпаторія, Байдарські ворота, Керч), так само як і по косах північного берега Азовського моря. Кордон ареалу в Європейській частині від узбережжя Чорного та Азовського морів до Кавказу. У Китаї та Монголії мешкає підвид Polyphylla alba vicaria.

## Біологія виду
Мешкає на пісках, пісках річкових терас, піщаних дюнах морських узбереж та на барханних пісках пустель. Політ жуків на Чорноморському узбережжі України припадає на липень, на території Європейської та Азійської частини Росії — із середини червня до кінця липня. Дорослі жуки не харчуються (афагія) і вдень закопуються в піски, активні та літають у сутінках.

## Життєвий цикл
Генерація трьохрічна. Личинка є шкідником багатьох культур, що ушкоджує на піщаному ґрунті коріння плодових дерев, виноградної лози, картопля, суницю.

## Підвиди
У Китаї та Монголії мешкає підвид Polyphylla alba vicaria. Від номінативного підвиду відрізняється дещо меншим розміром — довжина тіла до 30 мм. Літ із другої половини червня, до початку серпня.